# Ciao Alberto
Ciao Alberto é um curta-metragem de animação americano de 2021 escrito e dirigido por McKenna Harris, produzido pela Pixar Animation Studios e distribuído pela Walt Disney Studios Motion Pictures . Ambientado após os eventos do filme Luca, da Pixar, de 2021, o curta foi lançado em 12 de novembro de 2021, no Disney+ . Assim como o filme, recebeu críticas geralmente positivas dos críticos, com elogios à animação, humor e peso emocional, com mensagens positivas sendo bem recebidas.

## Sinopse
Depois de receber uma carta de Luca, que está estudando em Gênova com Giulia, Alberto escreve sobre sua vida em Portorosso e seu trabalho na pesca da cidade com o pai de Giulia, Massimo. Alberto foi totalmente aceito pelos habitantes da cidade e não esconde mais sua identidade como monstro marinho. No entanto, apesar do entusiasmo pelo trabalho, seu relacionamento com Massimo é tenso, pois Massimo mal fala com ele, exceto para alertá-lo sobre o uso do barco de pesca sem supervisão. Alberto está desesperado pela aprovação de Massimo e se preocupa constantemente em ser "demitido" por seus erros.
Alberto faz repetidas tentativas de ganhar o favor de Massimo, mas todas terminam mal. Depois que uma dessas tentativas resulta na perda da pesca do dia, Alberto foge à noite e pega o barco de pesca para pescar mais peixes. Ele se assusta com o gato Maquiavel, que se escondeu no barco, e deixa cair sua lanterna, acidentalmente incendiando o barco. Eles conseguem escapar no momento em que Massimo corre para ver os danos.
Desanimado, Alberto arruma seus pertences e vai embora. Massimo vai atrás dele, e Alberto se critica por seus fracassos. Quando Massimo tenta alcançá-lo, Alberto acidentalmente o chama de "pai", surpreendendo os dois. Massimo revela que certa vez deixou seu próprio pai bravo o suficiente para que ele socasse uma parede de tijolos, mas depois eles fizeram as pazes consertando a parede juntos. Ele e Alberto então se abraçam.
No dia seguinte, Massimo e Alberto trabalham lado a lado para consertar o barco, compartilhando histórias e se comunicando mais abertamente.

## Elenco
- Jack Dylan Grazer como Alberto Scorfano, filho adotivo de Massimo, irmão adotivo de Giulia e melhor amigo de Luca
- Marco Barricelli como Massimo Marcovaldo, pai de Giulia e pai adotivo de Alberto
- Jacob Tremblay como Luca Paguro, o melhor amigo de Alberto
- Vozes adicionais: Gino La Monica, Arturo Sorino[1]

## Desenvolvimento
Ciao Alberto foi dirigido por McKenna Harris e produzido por Matt DeMartini com Enrico Casarosa como produtor executivo.

## Lançamento
Ciao Alberto foi lançado em 12 de novembro de 2021, como um curta-metragem exclusivo do Disney+ .

## Recepção

### Audiência
De acordo com a Whip Media, Ciao Alberto foi o 8º filme mais assistido em todas as plataformas nos Estados Unidos durante a semana de 14 de novembro de 2022.

### Recepção crítica
Jennifer Roy, do CBR.com, considerou o curta-metragem um exemplo de como a comunicação é importante entre pais e filhos para construir um vínculo forte, afirmando: "Enquanto Luca subtextualmente configurou Massimo como a nova figura parental de Alberto, Ciao Alberto transforma esse subtexto em texto e mostra que grande parte da criação dos filhos é aprender a se adaptar às necessidades de cada criança para garantir que elas se sintam apoiadas e amadas incondicionalmente". Jay Snook, do The Good Men Project, elogiou o humor do curta-metragem. Stephanie Morgan, da Common Sense Media, deu ao curta uma nota 4 de 5, elogiou o curta-metragem pela representação de mensagens positivas e modelos, citando comunicação e perseverança, e elogiou as representações diversas, escrevendo: "As crianças vão adorar as aventuras bobas, enquanto os pais vão apreciar as lições socioemocionais, como a forma como Massimo aprende a se tornar um melhor comunicador para melhorar seu relacionamento com Alberto."

### Elogios
| Ano  | Prêmio                                | Categoria                                                             | Destinatário                               | Resultado | Ref.  |
| ---- | ------------------------------------- | --------------------------------------------------------------------- | ------------------------------------------ | --------- | ----- |
| 2022 | Prêmios Emmy para crianças e famílias | Programa de curta duração excepcional                                 | Olá Alberto                                | Indicado  | [ 8 ] |
| 2022 | Prêmios Emmy para crianças e famílias | Melhor Direção para um Programa de Animação                           | McKenna Harris                             | Indicado  | [ 8 ] |
| 2022 | Prêmios Emmy para crianças e famílias | Edição excepcional para um programa de animação                       | Jennifer Judeu                             | Venceu    | [ 8 ] |
| 2022 | Prêmios Emmy para crianças e famílias | Excelente edição de som e mixagem de som para um programa de animação | Liz Marston, André Fenley, Nicholas Docter | Indicado  | [ 8 ] |